# Hatsuyuki-Klasse
Die Hatsuyuki-Klasse war eine Klasse von zwölf U-Jagdzerstörern der  Japanischen Maritimen Selbstverteidigungsstreitkräfte (JMSDF). Sie waren deren Standardbegleitschiffe und in jedem Verband zu finden. Teilweise wurden sie durch die Einheiten der Akizuki-Klasse ersetzt.

## Geschichte

### Entwicklung und Bau
Die Schiffe der Hatsuyuki-Klasse wurden Ende der 1970er-Jahre als Ersatz für die veralteten U-Jagdschiffe der Yamagumo-Klasse geplant. Die Hauptaufgabe der Zerstörer sollte die U-Jagd sein, deswegen wurden sie mit umfangreicher Bewaffnung und Sensorik zum Aufspüren und Bekämpfen feindlicher U-Boote ausgestattet.
Die ersten Einheiten wurden 1979 auf Kiel gelegt und 1982 in Dienst gestellt, die Fertigstellung des letzten Schiffs erfolgte 1987. Von den ursprünglich zwölf gebauten Schiffen befinden sich noch sechs im aktiven Dienst, die  Setoyuki, Shirayuki und Shimayuki wurden zu Trainingsschiffen umklassifiziert. Die Baukosten der ersten Einheit betrugen 30,6 Mrd. Yen, die Kosten der letzten Einheit 37,5 Mrd. Yen.
Die Aufbauten der letzten fünf Einheiten der Klasse wurden im Gegensatz zu den ersten Schiffen aus Stahl statt aus Leichtmetallen gefertigt, dadurch erhöhte sich die Verdrängung um 100 Tonnen, der Tiefgang nahm um 0,1 m zu.
In den 1980er-Jahren wurde auf Basis der Hatsuyukis die Asagiri-Klasse entwickelt, deren Rumpf gegenüber den Vorgängern um 7 m verlängert wurde.

### Einheiten
| Kennung         | Name                 | Bauwerft         | Kiellegung        | Stapellauf         | Indienststellung  | Außerdienststellung | Bemerkungen                                                |
| --------------- | -------------------- | ---------------- | ----------------- | ------------------ | ----------------- | ------------------- | ---------------------------------------------------------- |
| DD-122          | Hatsuyuki (はつゆき) | SHI, Uraga       | 14. März 1979     | 7. November 1980   | 23. März 1982     | 25. Juni 2010       |                                                            |
| DD-123/ TV-3517 | Shirayuki (しらゆき) | Hitachi, Maizuru | 3. Dezember 1979  | 4. August 1981     | 8. Februar 1982   | 27. April 2016      | Schulschiff vom 16. März 2011 bis Außerdienststellung      |
| DD-124          | Mineyuki (みねゆき)  | MHI, Nagasaki    | 7. Mai 1981       | 19. Oktober 1982   | 26. Januar 1984   | 7. März 2013        |                                                            |
| DD-125          | Sawayuki (さわゆき)  | IHI, Tokio       | 22. April 1981    | 21. Juni 1982      | 15. Februar 1984  | 1. April 2013       |                                                            |
| DD-126          | Hamayuki (はまゆき)  | Mitsui, Tamano   | 4. Februar 1981   | 27. Mai 1982       | 18. November 1983 | 14. März 2012       |                                                            |
| DD-127          | Isoyuki (いそゆき)   | IHI, Tokio       | 20. April 1982    | 19. September 1983 | 23. Januar 1985   | 13. März 2014       |                                                            |
| DD-128          | Haruyuki (はるゆき)  | SHI, Uraga       | 11. März 1982     | 6. September 1983  | 14. März 1985     | 13. März 2014       |                                                            |
| DD-129/ TV-3519 | Yamayuki (やまゆき)  | Hitachi, Maizuru | 25. Februar 1983  | 10. Juli 1984      | 3. Dezember 1985  | 19. März 2020       | Schulschiff vom 27. April 2016 bis Außerdienststellung     |
| DD-130          | Matsuyuki (まつゆき) | IHI, Tokio       | 7. April 1983     | 25. Oktober 1984   | 19. März 1986     | 7. April 2021       |                                                            |
| DD-131/ TV-3518 | Setoyuki (せとゆき)  | Mitsui, Tamano   | 26. Januar 1984   | 3. Juli 1985       | 11. Dezember 1986 | 24. Dezember 2021   | Schulschiff seit dem 14. März 2012 bis Außerdienststellung |
| DD-132          | Asayuki (あさゆき)   | SHI, Uraga       | 22. Dezember 1983 | 16. Oktober 1985   | 20. Februar 1987  | 16. November 2020   |                                                            |
| DD-133/ TV-3513 | Shimayuki (しまゆき) | MHI, Nagasaki    | 8. Mai 1984       | 29. Januar 1986    | 17. Februar 1987  | 19. März 2021       | Schulschiff seit dem 18. März 1999 bis Außerdienststellung |

## Technik

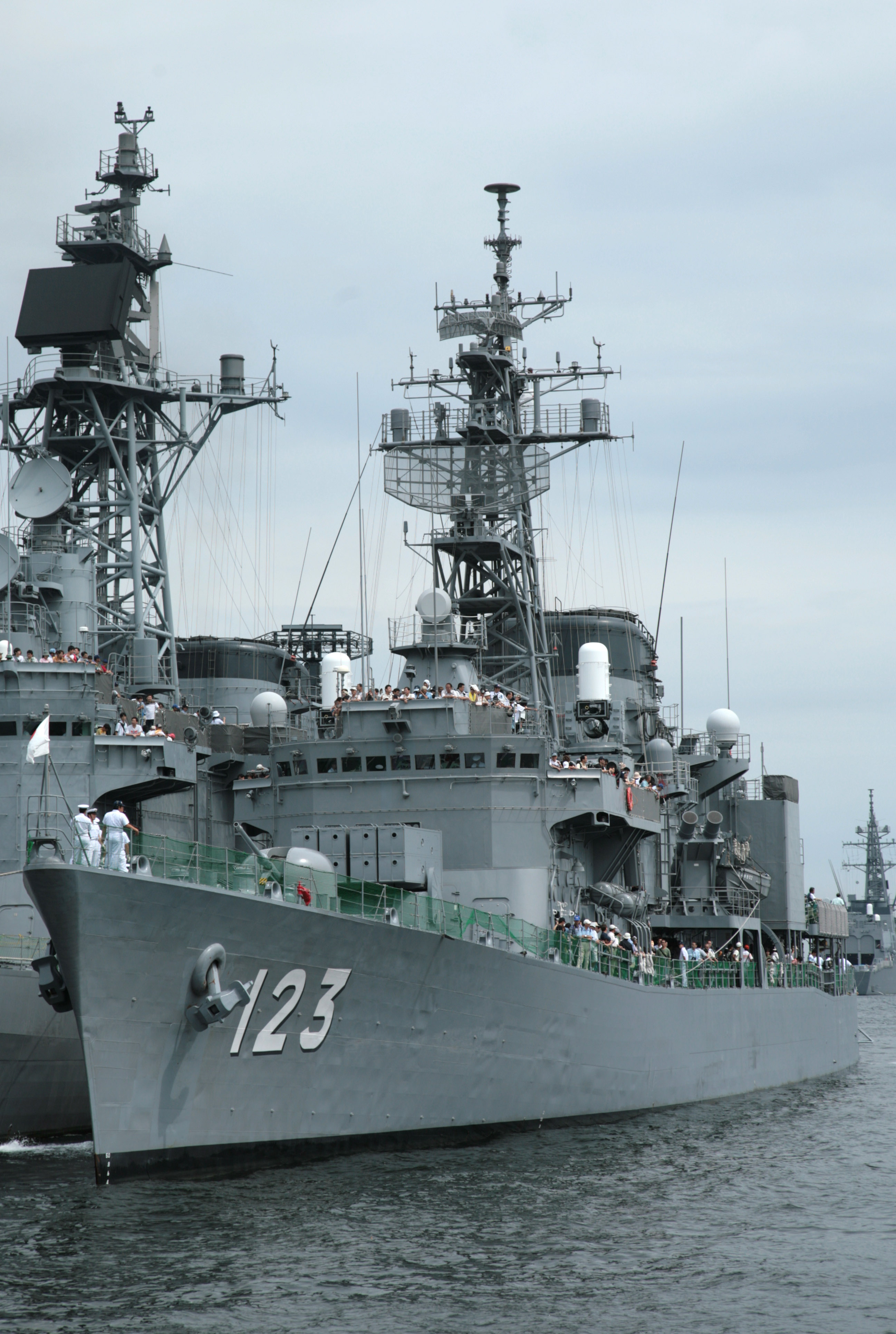
Bugansicht der Shirayuki

### Rumpf und Antrieb
Der Rumpf eines Zerstörers der Hatsuyuki-Klasse ist 130 m lang und 13,6 m breit. Der Tiefgang beträgt 4,2 m (4,3 m bei DD-129 bis DD-133), die Verdrängung 2.950 ts (3.050 ts bei DD-129 bis DD-133). Die Aufbauten sind geprägt durch den großen Schornstein, der für den Gasturbinenantrieb benötigt wird. Am Heck befindet sich der Hubschrauberlandeplatz, in den Aufbauten davor der Hangar, in dem ein Bordhubschrauber mitgeführt werden kann.
Der Antrieb erfolgt durch vier Gasturbinen, zwei Kawasaki-RR Olympus TM3B mit 34 MW für Marschfahrt sowie zwei zuschaltbare RR Type Kawasaki RM1C mit 7,4 MW für Hochgeschwindigkeitsfahrten. Die Leistung wird an zwei Wellen mit je einer Schraube abgegeben. Die Höchstgeschwindigkeit beträgt 30 Knoten (56 km/h), die normale Marschgeschwindigkeit 19,5 Knoten.

### Bewaffnung und Elektronik
Der achtzellige ASROC-Starter vor der Brücke bildet zusammen mit den beiden Dreifachtorpedorohren an den Seiten der Aufbauten die Haupt-U-Jagdbewaffnung. Vor dem ASROC-Starter befindet sich ein 76-mm-Schnellfeuergeschütz von Oto Melara, ab Ende der 1980er-Jahre wurden alle Schiffe mit je zwei Phalanx CIWS nachgerüstet. Zur Bekämpfung von Überwasserschiffen befindet sich beidseits des Schornsteins je ein Vierfachstarter für RGM-84 Harpoon. Zur Luftabwehr verfügen die Hatsayukis über einen Sea-Sparrow-Starter des Typs Mk 29 auf dem Heck.
Als Luftaufklärungsradar verwenden die Zerstörer ein OPS-148-3D-Radar, die Seezielsuche erfolgt mit dem OPS-18-Radar. Zur Feuerleitung des Geschützes verfügen die Schiffe über zwei GFCS-1-Radare, die Feuerleitung der Flugabwehrraketen erfolgt durch ein GFCS-2-Radar, dessen Antenne sich unter der kuppelförmigen Abdeckung auf dem Hangar befindet. Zum Aufspüren von Unterwasserzielen verfügen die Schiffe über ein OQS-4-Niederfrequenz-Bugsonar, seit 1994 werden sie außerdem mit einem SQR-19-Schleppsonar ausgerüstet.